# Palazzo Gio Andrea Cicala
Il palazzo Gio Andrea Cicala è un edificio storico italiano, sito in via di Canneto il Lungo 17, nel centro storico di Genova. È uno dei Palazzi dei Rolli che furono designati, al tempo della Repubblica di Genova, a ospitare gli ospiti di alto rango durante le visite di stato per conto del governo genovese.
Dal 1945 è sottoposto a vincolo di tutela da parte della soprintendenza.

## Storia e descrizione
Ubicato all'incrocio tra via di Canneto il Lungo e via Chiabrera, venne costruito nei primi anni del XVII secolo per volontà di Gio. Andrea Cicala sull'area occupata in precedenza da quattro casette di impianto medievale, demolite per la costruzione. I lavori, affidati all'architetto Bartolomeo Rosso, iniziarono nel 1618 per terminare in diciotto mesi.
Verso la metà del XVII secolo il palazzo, acquistato da Gio. Antonio Donghi che fondava le sue fortune sulla manifattura della carta, venne iscritto nell'ultimo rollo al terzo bussolo. Rimase della famiglia Donghi fino al 1895, anno in cui venne acquistato da Antonio Gallino, che ne iniziò la vendita a partire dal 1920, dopo averlo frazionato in varie unità immobiliari.
Nel 1999 sono stati sottoposti a restauro l'atrio e il ninfeo, su progetto dell'architetto Susanna Bordoni. Utilizzato per alcuni anni da una scuola di ballo, nel 2016 è stato acquistato da privati e ristrutturato su progetto dell'architetto Valter Scelsi.
Nell'edificio sono chiaramente riconoscibili i caratteri locali dell'architettura tardo cinquecentesca, come il volume cubico d'ispirazione alessiana, due piani nobili con mezzanino di servizio, il sistema atrio-scala, il cortile interno. Quest'ultimo ospita una graziosa fontana, protetta da una cancellata in ferro e decorata da un mosaico di pietre e conchiglie con animali araldici e motivi ornamentali.
La facciata priva di decorazioni o affreschi, si presenta liscia a intonaco con fascia marcapiano in corrispondenza dei piani nobili.